# Mauro De Pellegrin
Mauro De Pellegrin (Castelnovo di Sotto, Província de Reggio de l'Emília, 10 d'octubre de 1955) va ser un ciclista italià, que sempre competí com amateur.
El 1977 guanyà una medalla de plata al Campionat del món en contrarellotge per equips. Dos anys més tard aconseguí la medalla d'or als Jocs del Mediterrani en la mateixa prova.

## Palmarès
- 1978
  - 1r a la Copa Varignana
- 1979
  -  Medalla d'or als Jocs del Mediterrani en contrarellotge per equips (amb Gianni Giacomini, Ivano Maffei i Alberto Minetti)
  - Vencedor d'una etapa al Baby Giro